# کایابلن (شهود)
کایابلن (به ترکی استانبولی: Kayabelen) یک منطقهٔ مسکونی در ترکیه است که در شهود (شهر) واقع شده‌است.